# Британско-сингапурские отношения
Британско-сингапурские отношения — двусторонние отношения между Великобританией и Сингапуром.

## История
Сингапур был колонией Великобритании, в которой располагалась британская военно-морская база, где побывал лорд Китченер. В 1887 году в Сингапуре стали выходить две газеты на английском языке.